# Kamienica Maxa Rosentala w Bydgoszczy
Kamienica Maxa Rosenthala w Bydgoszczy – zabytkowa kamienica w Bydgoszczy.  

## Położenie
Budynek stoi we wschodniej pierzei ul. Gdańskiej, między ul. Krasińskiego, a ul. Słowackiego. 

## Charakterystyka[2]
Budynek wzniesiony został w latach 1905–1906 w miejscu domu pochodzącego z 1874 roku. Autorem projektu był architekt Fritz Weidner, inwestorem natomiast kupiec Max Rosenthal. 
Od początku w budynku mieścił się salon mody męskiej Friedricha Herzera oferujący elegancką odzież, mundury, stroje sportowe itp.
Kamienica, w założeniu wielkomiejska odzwierciedla nowe trendy artystyczne w architekturze pierwszego dziesięciolecia XX wieku w Niemczech, gdzie dekoracja sztukatorska zostaje zredukowana do minimum, a najważniejszym środkiem artystycznym stał się układ elementów architektonicznych składających się na fasadę. Ton elewacji nadaje para połączonych balkonami wykuszy, wspartych na masywnych kroksztynach. Całość zwieńczono mansardowym dachem z półkoliście wyłamanym szczytem. We wnętrzach zachowały piece kaflowe, na klatkach schodowych okna z witrażami oraz szyby wind.
Zabudowa parceli pochodzi z czasów powstania budynku frontowego i sięga aż po ulicę Libelta, gdzie murowane ogrodzenie pochodzące z 1907 roku otwiera się na ulicę żelazną, dekoracyjną bramą.
W 2019 przeprowadzono remont budynku.